# غاي الثالث من سبوليتو
غاي الثالث من سبوليتو (توفي 12 ديسمبر 894) ويعرف أحيانًا باسمه الإيطالي غيدو أو الألماني فيدو. كان مرغريف كامرينو من 880 (باسم غاي الأول أو غاي الثاني) ثم دوق سبوليتو وكامرينو (باسم غاي الثالث) من 883. تم تتويجه ملكًا على إيطاليا في 889 وإمبراطورًا رومانيًا مقدسًا في 891. توفي في 894 في الوقت الذي صارع فيه للسيطرة على شبه الجزيرة الإيطالية.